# Bogdan Stroka
Bogdan Stroka (ur. w 1960) – polski lekkoatleta, specjalizujący się w biegach średniodystansowych.

## Osiągnięcia
- Mistrzostwa Polski seniorów w lekkoatletyce
  - Zabrze 1981 – złoty medal w biegu na 800 m
- Halowe mistrzostwa Polski seniorów w lekkoatletyce
  - Zabrze 1984 – brązowy medal w biegu na 800 m

## Rekordy życiowe
- bieg na 800 metrów
  - stadion – 1:48,99 (Zabrze 1983)
- bieg na 1500 metrów
  - stadion – 3:42,72 (Zabrze 1983)